# Afrodite pudica

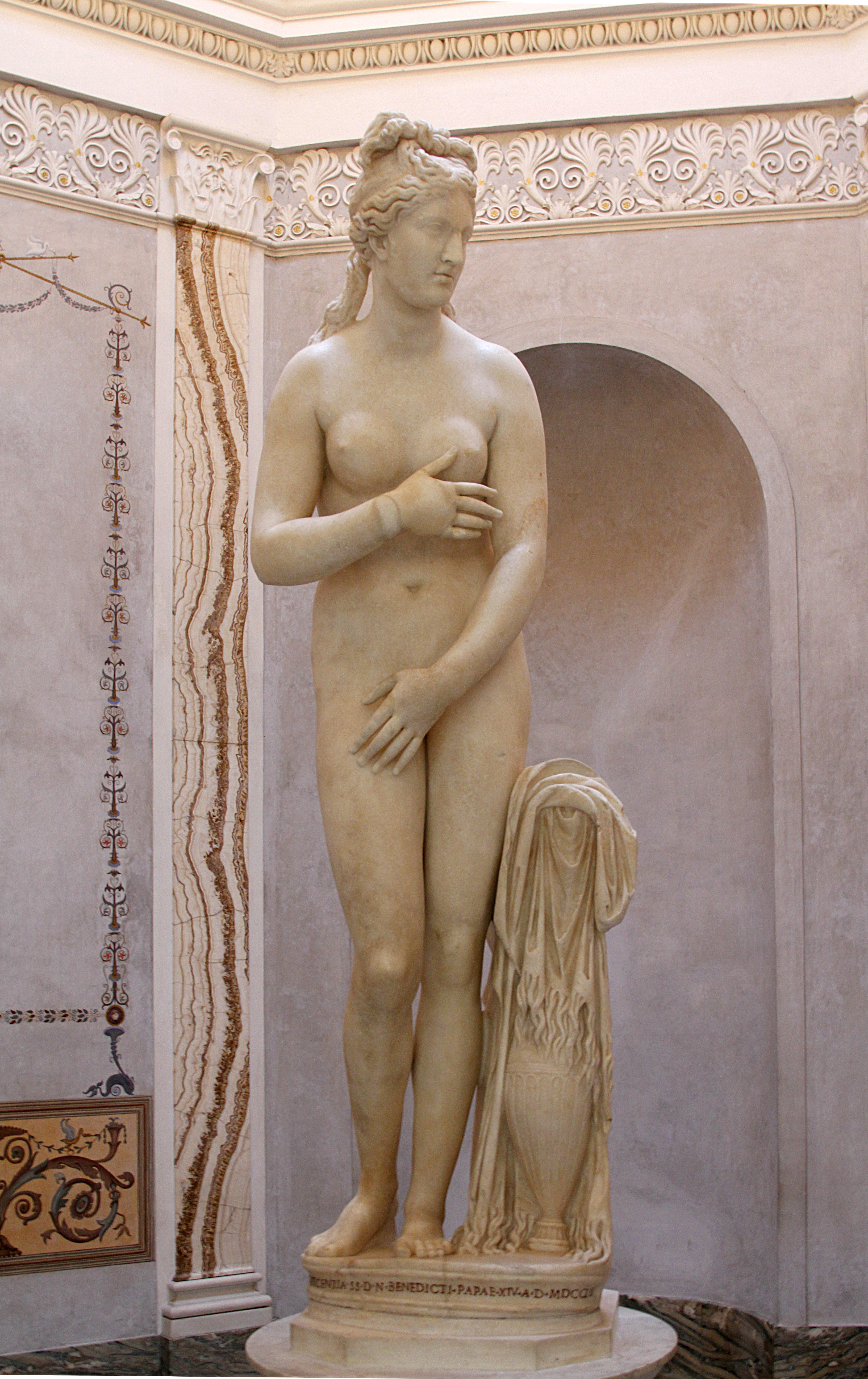
La Venere capitolina

Afrodite pudica è un modo di rappresentare la dea, nuda e seminuda, mentre con le braccia si copre il pube e/o il seno.
La figura femminile nuda dell'arte greca fu scolpita da Prassitele ed era la celebre Afrodite cnidia che, prima di immergersi nel bagno rituale, afferrava un panno e con la sinistra accennava a coprirsi le parti intime, colta in un gesto naturale che umanizzava la dea fino ad allora rappresentata in maniera solenne e sacrale. 
Il tema della venere pudica ebbe particolare sviluppo in epoca ellenistica, con le prove di Doidalsa (Venere accovacciata) e di altri scultori anonimi, quali la Venere Landolina, la Capitolina e la Medici. Amatissimo anche in età romana, il tema venne poi ripreso dagli artisti dal Rinascimento in poi: il più antico tributo in scultura è quello di Giovanni Pisano nella figura della Temperanza nel pulpito del duomo di Pisa (1310), mentre in pittura è quello nell'Eva di Masaccio nella Cappella Brancacci (1424-1425).

## Galleria d'immagini

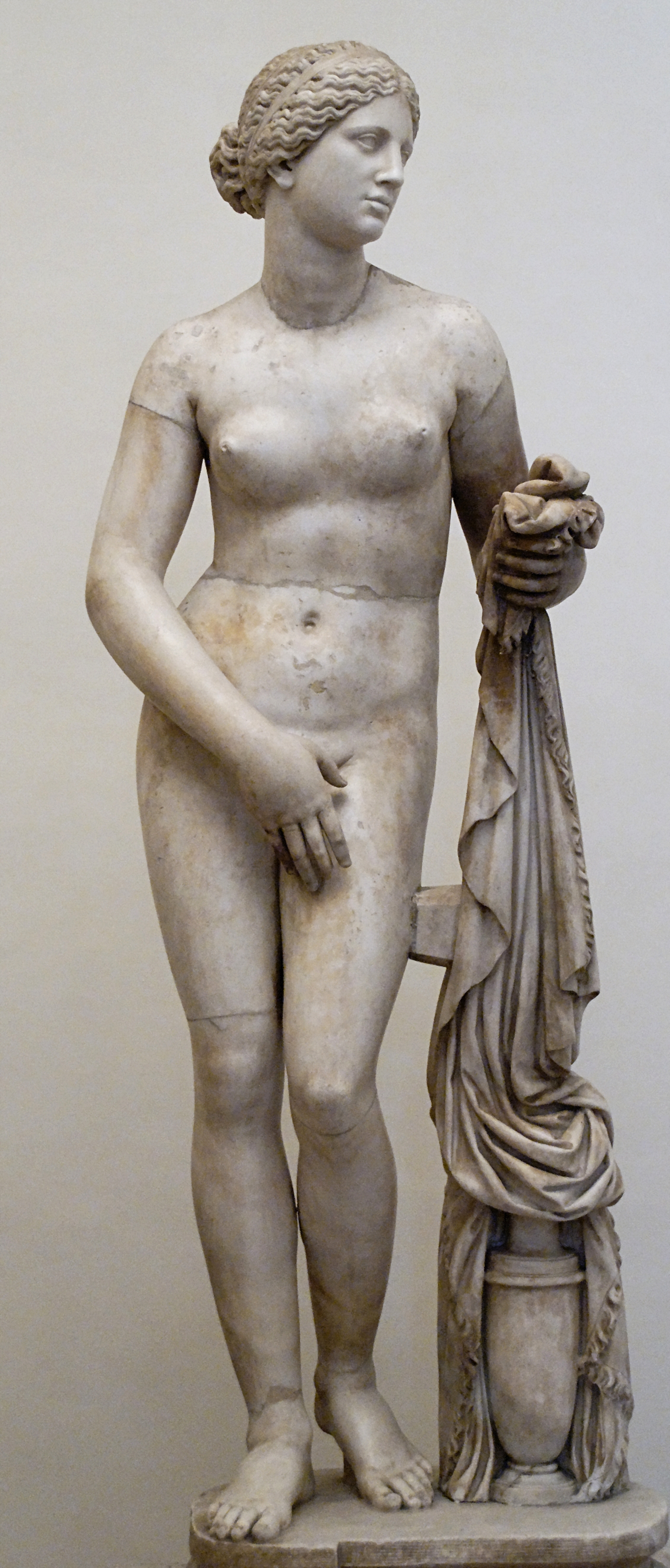
Afrodite cnidia
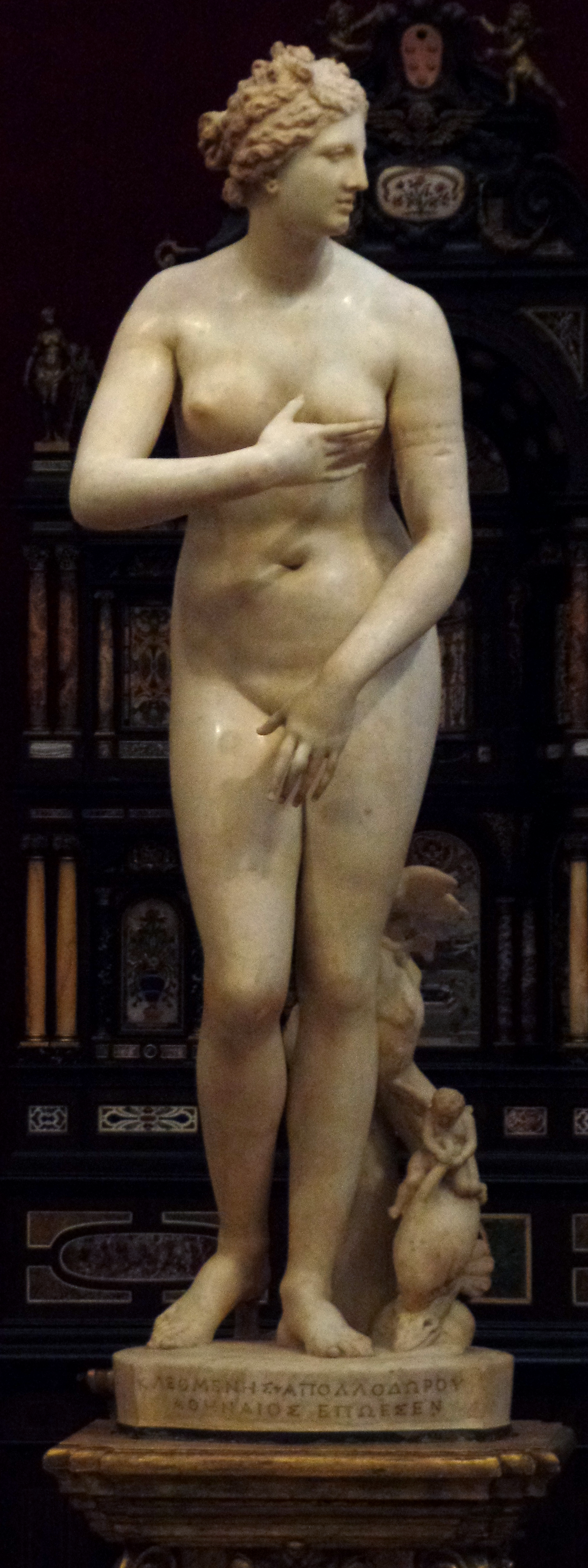
Venere de' Medici
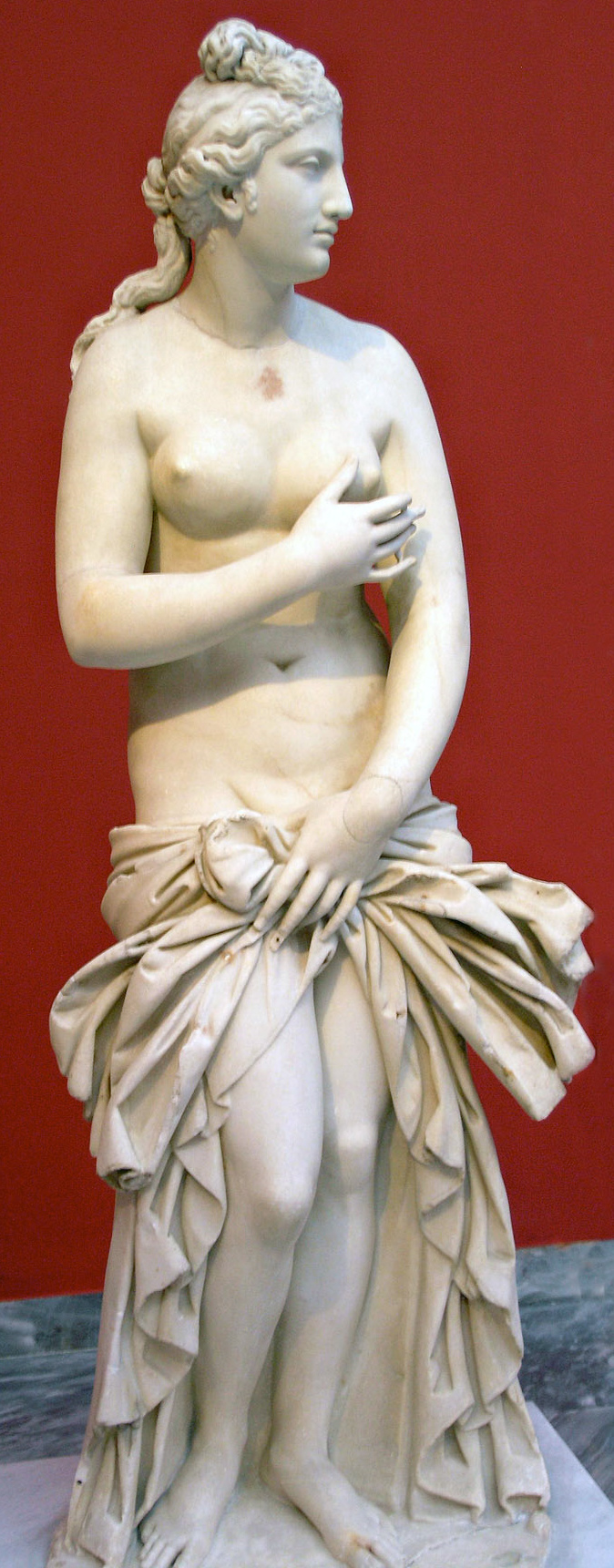
Venere Landolina, Atene
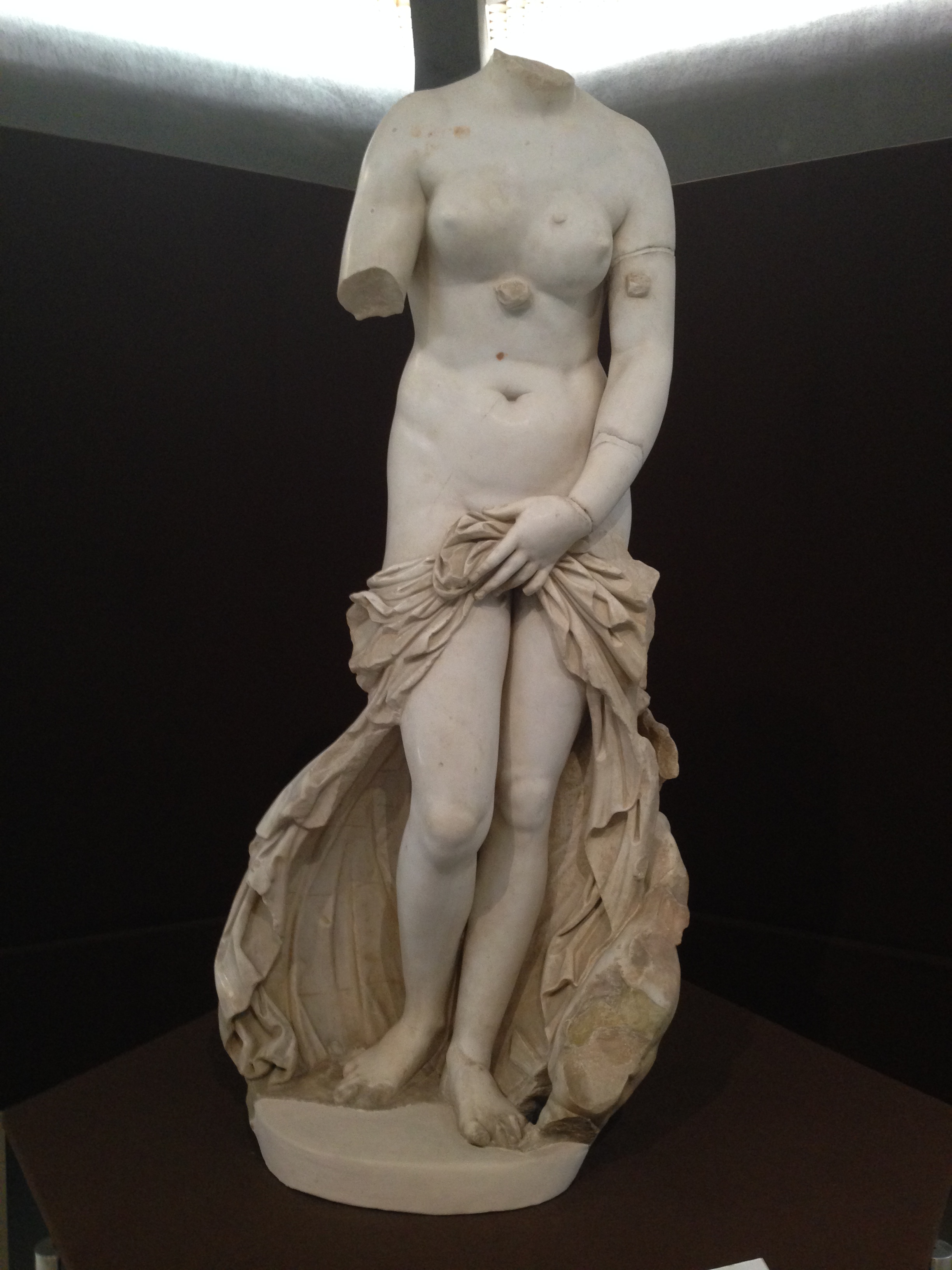
Venere Landolina, Siracusa
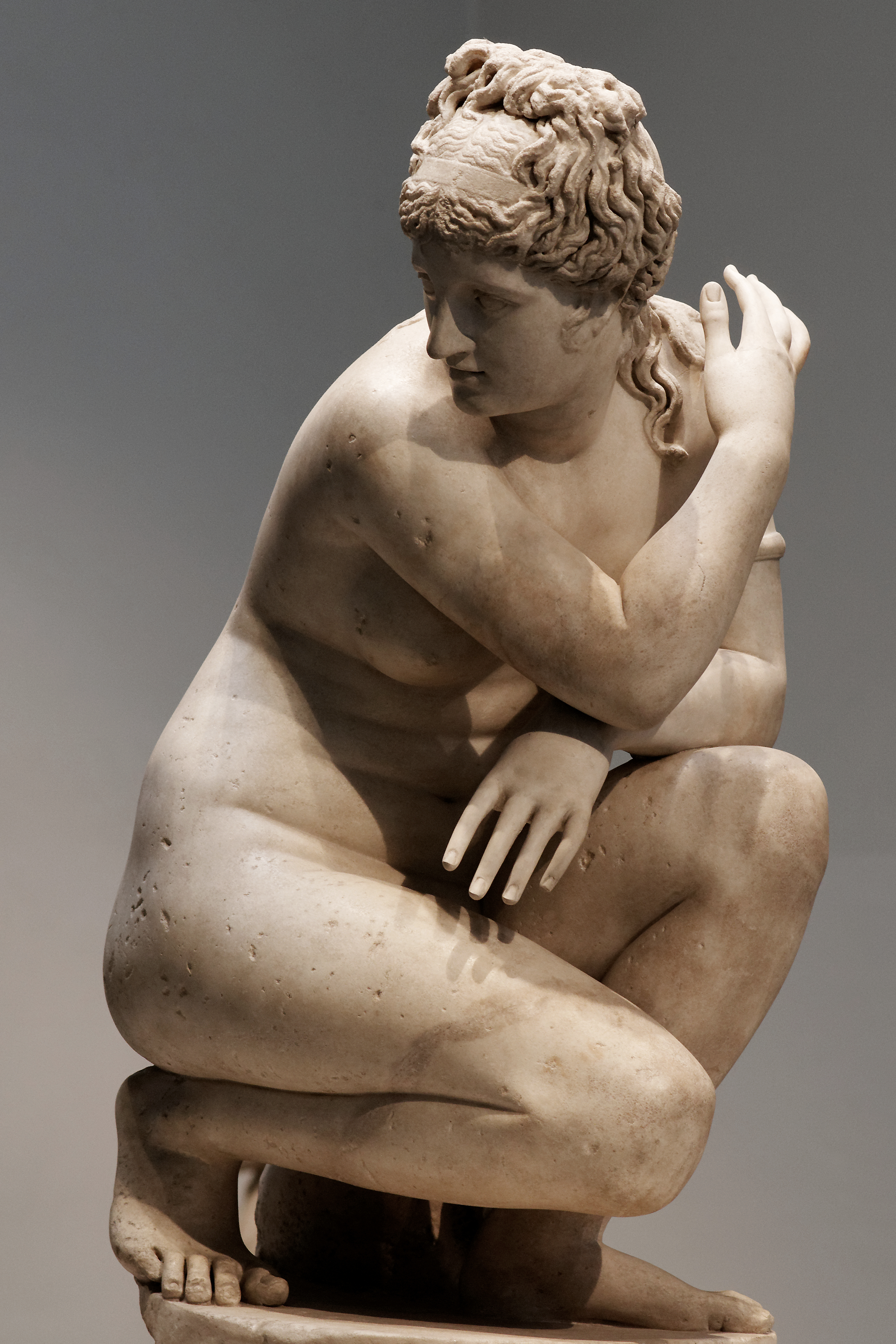
Venere Lely, British Museum
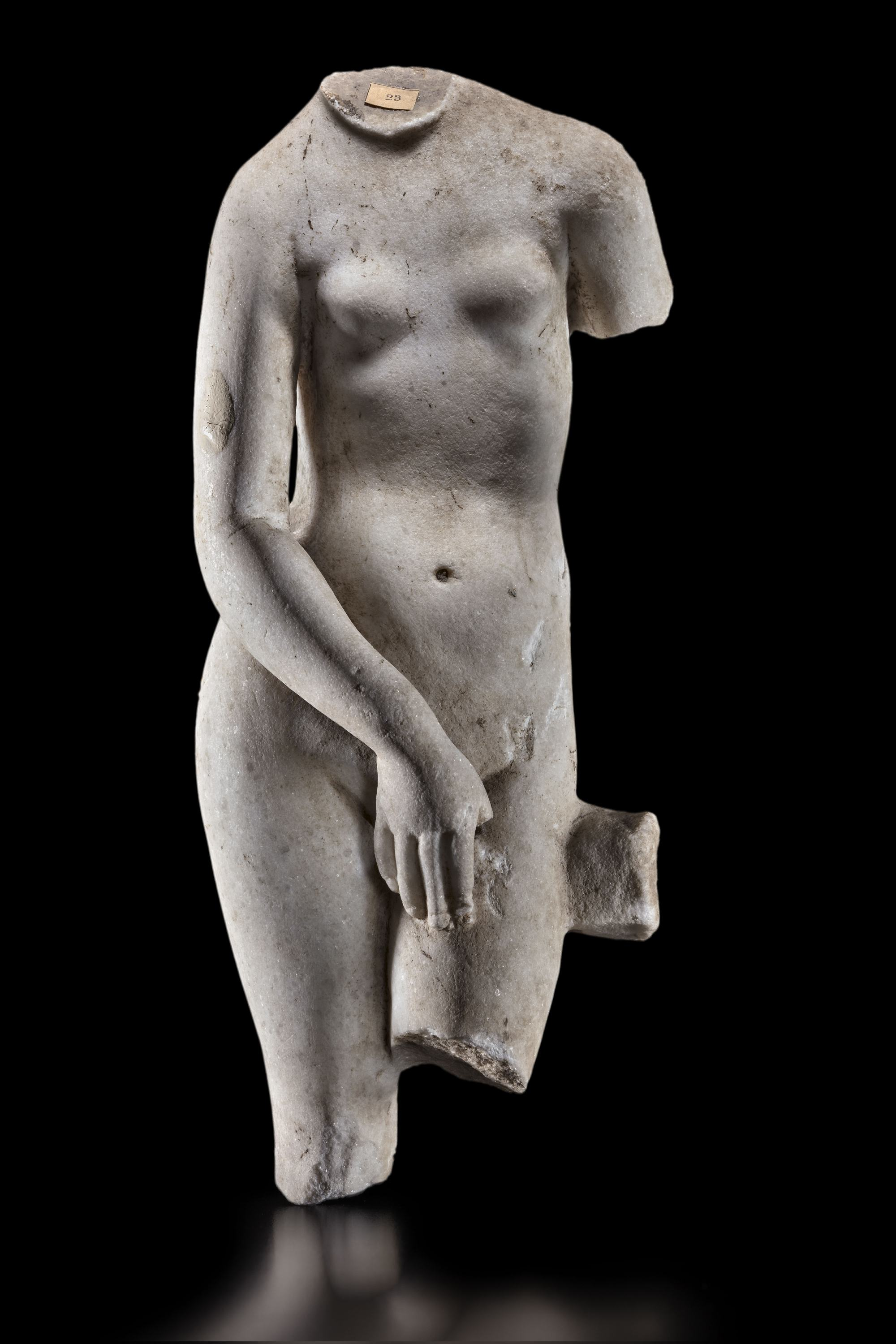
Venere pudica, Musei Civici di Reggio Emilia